# Station des Forces canadiennes St. John's
La station des Forces canadiennes St. John's (SFC St. John's) est une station des Forces canadiennes située à Saint-Jean à Terre-Neuve-et-Labrador au Canada sur la rive nord du lac Quidi Vidi. Elle appuie la Marine royale canadienne ainsi que les unités locales de la Première réserve. Elle héberge 15 unités et 450 employés militaires et civils à temps plein en plus d'appuyer indirectement 1 500 réservistes de la province.
Le rôle principal de la SFC St. John's est d'appuyer les Forces maritimes de l'Atlantique qui patrouillent les eaux au large de Terre-Neuve-et-Labrador. Elle appuie également des navires étrangers de l'OTAN en visite.

## Annexe